# Дракула (пьеса)
«Дракула» — сценическая пьеса, написанная ирландским актёром и драматургом Гамильтоном Дином в 1924 году, а затем переработанная американским писателем Джоном Л. Балдерстоном в 1927 году. Это была первая официальная адаптация романа Брэма Стокера «Дракула» 1897 года. После гастролей по Англии оригинальная версия пьесы была поставлена в лондонском Малом театре в июле 1927 года, где её увидел американский продюсер Хорас Ливерайт. Ливерайт попросил Балдерстона переработать пьесу для бродвейской постановки, которая была представлена в Фултонском театре в октябре 1927 года. В этой постановке роль графа Дракулы исполнил Бела Лугоши, это была его первая крупная роль на английском языке.
В новой переработанной истории Абрахам Ван Хельсинг расследует загадочную болезнь молодой женщины, Люси Сьюард, при содействии её отца и жениха. Ван Хельсинг обнаруживает, что она стала жертвой графа Дракулы, могущественного вампира, который питается её кровью. Мужчины следуют за одним из слуг Дракулы в убежище вампира, где убивают его ударом кола в сердце.
Переработанная версия пьесы отправилась в национальное турне по Соединенным Штатам и заменила оригинальную версию в Лондоне. Она повлияла на многие последующие адаптации, включая популярную экранизацию 1931 года с Лугоши в главной роли. Бродвейское возрождение 1977 года было оформлено Эдвардом Гори, а главную роль исполнил Фрэнк Ланджелла. Оно получило премию «Тони» за лучшее возрождение и привело к созданию ещё одной киноверсии, также с Ланджеллой в главной роли.

## История

### Предыстория
Ирландский писатель Брэм Стокер написал роман «Дракула», работая менеджером в Лондонском театре Лицеум Генри Ирвинга; он продолжал работать на Ирвинга и после публикации романа в мае 1897 года. Стокер закрепил за собой театральные права на повесть в том же месяце, устроив театральную читку в Лицеуме; эта поспешная адаптация больше никогда не ставилась.
В 1899 году Гамильтон Дин, молодой ирландский актёр, семья которого владела поместьем рядом с поместьем отца Стокера, присоединился к труппе Ирвинга. Вероятно здесь он и познакомился с романом «Дракула», он сразу понял драматический потенциал произведения, но сразу адаптировать роман в пьесу он не стал. На тот момент первой целью Дина было утвердиться как актёру. Лишь в 1918 году Дин завершил свою работу на нью-йоркской сцене и вернулся в Англию. В начале 1920-х годов, после смерти Ирвинга и Стокера, Дин основал свою собственную театральную труппу, Hamilton Deane Company. Он начал искать подходящего автора, который смог бы адаптировать «Дракулу» для театра, но все писатели отказывались из-за большого количества персонажей и сложных подсюжетов произведения. Дин сам занялся адаптацией наменив акты и сцены. Полноценно он начал работать над театральной версией «Дракулы» в 1923 году, во время болезни он сам начал писать пьесу и закончил её за четыре недели. А в 1924 году добился разрешения от вдовы Стокера Флоренсна постановку. В то время Флоренс Стокер вела спор об авторских правах с немецкой киностудией Prana Film из-за фильма «Носферату, симфония ужаса» (1922), в котором сюжет «Дракулы» был адаптирован без разрешения, она требовала деньги со сборов фильма. Пьеса Дина стала первой постановкой «Дракулы», на которую было официально получено разрешение от наследников Стокера.

### Первые постановки в Англии
Для постановки спектакля Дину необходимо было представить готовый сценарий лорду-камергеру для получения лицензии в соответствии с Законом о театрах 1843 года. Пьеса подверглась цензуре с целью ограничения насилия — например, смерть графа не могла быть показана зрителям, но была одобрена 15 мая 1924 года.
Премьера «Дракулы» Дина состоялась 5 августа 1924 года в Большом театре в Дерби, Англия. Изначально Дин собирался сам играть заглавную роль, но предпочёл роль Ван Хельсинга, его будущая жена Дора Мэри Патрик играла Мину. Эдмунд Блейк стал первым актёром исполнившим роль Дракулы, далее его сменил Рэймонд Хантли. Персонаж Куинси Морриса, техасца, который ухаживал за Люси был изменён, теперь это была женщина, скорее всего это было сделано из за преоблажания в труппе Дина женского актёрского состава. Эта постановка гастролировала по Англии в течение трёх лет, после чего оказалась в Лондоне, её премьера состоялась в Малом театре в Адельфи 14 февраля 1927 года. Критики ругали пьесу, она критиковалась практически за всё, но публика постановка нравилась и билеты полностью раскупались. После летнего сезона спектакль переехал в более крупный Театр герцога Йоркского, а затем в Театр принца Уэльского, чтобы вместить ещё большую аудиторию. Для одного из рекламных трюков Дин пригласил на постанову медсестру из больницы королевы Александы, которая должна была оказывать помощь тем, кто падал в обморок от страха во время представления, позже было объявлено, что её услугами воспользовались 39 человек.

### Постановка на Бродвее
В 1927 году Флоренс Стокер приняла предложение продюсера из Нью-Йорка Хораса Ливерайта поставить версию спектакля Дина на Бродвее. В качестве сценариста Ливерайт нанял Джона Л. Балдерстона переработать сценарий для американской аудитории. Помимо радикального сжатия сюжета, Балдерстон сократил количество ключевых персонажей. Люси Вестенра и Мина Мюррей были объединены в один персонаж — Люси Сьюард, Джон Сьюард стал отцом Люси, а Куинси Моррис и Артур Холмвуд были исключены из сценария. В первоначальной версии Дин Куинси был заменён на женщину, чтобы занять в пьесе большее количество актрис. Постановка режиссера Айры Хардса в декорациях Джозефа А. Физиока открылась 5 октября 1927 года в Фултонском театре в Нью-Йорке. Постановка была закрыта 19 мая 1928 года после 261 представления. В бродвейской постановке сыграл Бела Лугоши в своей первой крупной англоязычной роли, Эдвард Ван Слоун в роли Ван Хельсинга и Дороти Петерсон в роли Люси Сьюард. Рэймонд Хантли, исполнявший роль Дракулы в течение четырех лет в Англии, был приглашён компанией Liveright для участия в американской гастрольной постановке. Национальные гастроли начались 17 сентября 1928 года в Атлантик-Сити, штат Нью-Джерси.

### Тур по Великобритании в 1951 году
К концу 1940-х годов кинокарьера Лугоши застопорилась, и он надеялся возродить её, успешно вернув «Дракулу» на Вест-Энд. Продюсеры Джон К. Мазер и Уильям Х. Уильямс организовали гастрольную постановку по Великобритании. Премьера состоялась в Королевском театре Брайтона 30 апреля 1951 года. Участие Лугоши получило широкое освещение в прессе, но постановка не вызвала большого интереса так и не появившись на Вест-Энде. Турне завершилось в Королевском театре Портсмута 13 октября 1951 года. Это было последнее выступление Лугоши в роли графа Дракулы.

### Возрождение постановки в 1977 году
В 1973 году продюсер Джон Вулп поставил пьесу в Nantucket Stage Company в Нантакете, штат Массачусетс. Он попросил Эдварда Гори, иллюстратора, известного своими макабрическими, сюрреалистическими образами, разработать декорации и костюмы. Гори, который никогда раньше не работал в театре, создал в основном чёрно-белый дизайн с акцентом на красный цвет. Режиссёром выступил Деннис Роза, а роль Дракулы исполнил Ллойд Баттиста. Впоследствии Вулп перенёс постановку во внебродвейский театр «Черри Лейн» в Нью-Йорке.
В 1976 году продюсер Юджин Вольск решил возродить «Дракулу» на Бродвее, используя эскизы Гори. Он работал с Вулпом и несколькими сопродюсерами, в том числе с театрами Джуджамчин, над постановкой возрождения. Возрождение открылось 20 октября 1977 года в Джуджамчине в театре Мартина Бека под руководством Розы. Он был закрыт 6 января 1980 года после 925 представлений.
В первоначальный актёрский состав возрождения вошли Фрэнк Ланджелла в роли графа Дракулы (позже его заменил Рауль Хулия), Алан Коутс в роли Джонатана Харкера, Джером Демпси в роли Абрахама Ван Хельсинга, Диллон Эванс в роли доктора Сьюард, Бакстер Харрис в роли Баттерворта, Ричард Кавано в роли Р. М. Ренфилда, Гретхен Олер в роли мисс Уэллс и Энн Сакс в роли Люси Сьюард. Спектакль получил две премии «Тони» за самую инновационную постановку возрождения и лучший дизайн костюмов Эдварда Гори.
Бродвейские продюсеры создали труппу, которая гастролировала по США в 1978 и 1979 годах с Джоном Ле Клером в роли Дракулы и Джорджем Мартином в роли Ван Хельсинга. Джереми Бретт играл роль Дракулы в Денвере, Лос-Анджелесе, Сан-Диего, Сан-Франциско и Чикаго. Возрождение постановки в США также послужило толчком к новой постановке в Лондоне, где спектакль открылся 13 сентября 1978 года в театре Шафтсбери. Теренс Стэмп исполнил главную роль, Дерек Годфри — роль Ван Хельсинга, а Розалинд Эйрес — роль Люси.

## Сюжет постановки

### Сюжет оригинальной версии Гамильтона Дина
Джонатан Харкер и доктор Сьюард обсуждают состояние жены Харкера, Мины. Ей снятся дурные сны, она бледнеет и слабеет. Доктор Сьюард послал за профессором Ван Хельсингом. Они также говорят о новом экстравагантном соседе Харкеров, графе Дракуле. Харкер помог ему купить недвижимость в Лондоне, в том числе аббатство Карфакс, расположенное по соседству с домом Харкеров и лечебницей доктора Сьюарда. Тем временем Дракула приезжает с визитом и гипнотизирует служанку Харкеров, чтобы она выполняла его приказы. Прибывает Абрахам Ван Хельсинг, чтобы помочь с делом Мины. Сьюард рассказывает Ван Хельсингу о Люси Вестера, подруге Мины, которая жаловалась на плохие сны и имела две маленькие отметины на горле, после чего необъяснимо исхудала и умерла. Сьюард был влюблен в Люси, но она предпочла его друга, лорда Годалминга. Ван Хельсинг посылает за миссис Харкер, которая рассказывает ему о своих дурных снах. При осмотре он находит две маленькие отметины у нее на шее. Ван Хельсинг также встречает Харкера, Годалминга и Квинси Моррис, молодую дерзкую американку, близкую подругу Харкеров, а также Годалминга и Сьюарда. Вдруг Мина в трансе пытается выйти из комнаты, говоря: «Он зовет меня», но Ван Хельсинг останавливает ее и уговаривает пойти в свою комнату отдохнуть. Он просит мисс Моррис принести пакет, который он доставил из Голландии, и призывает Харкера и Годалминга присматривать за Миной и не оставлять ее одну ни на минуту. Ван Хельсинг сообщает Сьюарду, что на Мину напал вампир — неживое существо, питающееся кровью живых. Они слышат шум, доносящийся из лечебницы доктора Сьюарда от одного из его пациентов по имени Ренфилд, который одержим идеей поедания мух. После того как Сьюард уходит, чтобы проверить его, к Ван Хельсингу подходит Дракула. Ван Хельсинг указывает ему на то, что он не заметил, как тот вошел в комнату, поскольку не видел его отражения в зеркале. Дракула решает разбить зеркало, но передумывает. Мисс Моррис возвращается с посылкой для Ван Хельсинга, который показывает Дракуле то, что он прописал для Мины — цветы чеснока. Это приводит Дракулу в ярость, и он поспешно уходит. Ван Хельсинг решает понаблюдать за Миной пока она спит, для того чтобы поймать вампира. Он приглашает Мину лечь на диван. После того как Ван Хельсинг выключает свет, Дракула появляется в темноте рядом с Миной и выражает свое удовольствие от того, что наконец-то видит ее одну, что вызывает у нее крик. Когда в комнату врываются остальные и включают свет, Дракула исчезает. Через несколько мгновений Дракула возвращается через дверь, в которую только что вошли остальные, и спрашивает, лучше ли Мине.
Ван Хельсинг, Харкер, Сьюард и мисс Моррис собираются, чтобы обсудить то, что они узнали. Ван Хельсинг говорит, что Дракула — вампир, который вызывает болезнь Мины, и они должны остановить его, но никто больше не должен об этом знать. Они слышат смех Ренфилда и понимают, что он шпионил за ними. Появляется Ренфилд и просит отпустить его, чтобы он мог спасти свою душу. Мина и Годалминг присоединяются к группе, и Ренфилд умоляет Мину покинуть это место, чтобы спастись самому. Ренфилд вдруг прерывается, когда за окном пролетает летучая мышь. Он называет летучую мышь «хозяином» и клянется в верности. Его уводят обратно в его комнату. Ван Хельсинг вешает цветы чеснока на шею Мины и приказывает ей не снимать их. Они оставляют Мину, когда она собирается идти в спальню. Вдруг она чувствует головокружение, входит служанка и снимает цветы. В тот момент, когда служанка собирается открыть окно, она видит, как летучая мышь бьется о стекло, пытаясь проникнуть внутрь, и бежит за Харкером. Стекло в окне разбивается, в комнату вползает туман, который превращается в Дракулу, а Мина в ужасе смотрит на происходящее.
Три дня спустя Годалминг, Харкер и мисс Моррис находят и очищают от земли пять ящиков Дракулы, оставляя шестой в Карфаксе, чтобы там заманить графа в ловушку. Мисс Моррис также указывает на последнюю газету, в которой описываются загадочные случаи пропажи детей, которые рассказывают о том, что провели ночь с незнакомой красивой дамой, а утром их нашли с ранами на шее. Ван Хельсинг объясняет, что раны были нанесены нежитью Люси и что они должны всадить кол в ее сердце, чтобы спасти ее душу после того, как покончат с Дракулой — к большому шоку Годалминга. Когда остальные покидают комнату, врывается Ренфилд и умоляет оставшегося доктора Сьюарда спасти его, так как Дракула намерен убить Ренфилда за предательство. Сьюард бежит за Ван Хельсингом, но тут появляется Дракула и сворачивает Ренфилду шею. Дракула хочет уйти, но ему мешают Сьюард, Ван Хельсинг, Годалминг, мисс Моррис и Харкер, которые блокируют выходы и настигают Дракулу. Дракула рычит на них и исчезает. Они отправляются в Карфакс, где находят Дракулу в гробу и вбивают кол в его сердце. Мисс Моррис и Мина стоят в дверях. Мина закрывает лицо руками, когда в Дракулу вонзают кол. Ван Хельсинг произносит короткую молитву. После того как занавес в театре опускается, Ван Хельсинг возвращался на сцену и обращается к зрителям с предупреждением, о том что у них теперь могут быть ночные кошмары, а затем насмешливо предупреждал, что вполне могут случаться и такие вещи, как вампиры.

### Сюжет переработанной версии Джона Л. Балдерстона
Джон Харкер навещает свою невесту, Люси Сьюард, в санатории, которым управляет ее отец, доктор Сьюард. Абрахам Ван Хельсинг прибывает, чтобы помочь с делом Люси. Сьюард рассказывает Ван Хельсингу о Мине Уэстон, подруге Люси, которая жаловалась на плохие сны и имела две маленькие отметины на горле, а затем исхудала и умерла. Входит Р. М. Ренфилд, душевнобольной пациент, который питался насекомыми, и просит, чтобы его отпустили, чтобы спасти его душу. Ван Хельсинг обмахивает Ренфилда аконитом, тот отпрыгивает назад и приходит в ярость. Санитар утаскивает Ренфилда. Люси рассказывает Ван Хельсингу о своих плохих снах, и он находит на ее шее две маленькие отметины. Граф Дракула, гость из Трансильвании, живущий неподалеку, приходит предложить помощь Люси. Когда Дракула уходит, Ван Хельсинг сообщает Сьюарду и Харкеру, что на Люси напал вампир — неживое существо, питающееся кровью живых. Они могут существовать веками, обладают сверхъестественными способностями и ненавидят запах аконита. Ван Хельсинг размышляет, не может ли вампиром быть Дракула, но отвергает эту идею, потому что вампиры должны спать в земле, где их похоронили, а Дракула не из Англии. Он решает понаблюдать за Люси во сне, чтобы поймать вампира. После того как Ван Хельсинг выключает свет, Дракула появляется в темноте рядом с Люси, что вызывает у нее крик. Когда Ван Хельсинг включает свет, они видят, как в окно вылетает летучая мышь. Через несколько мгновений Дракула возвращается через дверь и спрашивает, лучше ли Люси.
На следующий вечер Дракула гипнотизирует горничную Люси, говоря, что будет отдавать ей приказы. Ван Хельсинг, Харкер и Сьюард собираются, чтобы обсудить то, что они узнали за день. Харкер рассказывает, что Дракула приехал за три дня до того, как Мина заболела, и у него с собой было шесть больших коробок с трансильванской грязью. Ван Хельсинг понимает, что Дракула может остаться в Англии, если будет спать в этих коробках. Он говорит, что они должны очистить коробки святой водой, чтобы они больше не могли быть использованы вампиром. Они слышат смех Ренфилда и понимают, что он шпионил за ними. Ренфилд говорит, что план Ван Хельсинга — единственный способ спасти свою душу и душу Люси. Ренфилда прерывают, когда в комнату влетает летучая мышь. Он называет летучую мышь «хозяином» и клянется в верности. Летучая мышь улетает, и слуга отводит Ренфилда обратно в его комнату. После ухода остальных Дракула возвращается и нападает на Ван Хельсинга, но тот отбивается. Ван Хельсинг говорит Сьюарду и Харкеру, что у него есть доказательства того, что Дракула — вампир. Ван Хельсинг называет его «ужасным воеводой Дракулой». Он кладет в комнату Люси траву аконит и распятие, но загипнотизированная служанка убирает их, и Дракула может войти.
На следующую ночь перед самым рассветом Сьюард и Ван Хельсинг очистили от земли пять ящиков Дракулы, но не нашли шестой. Люси пытается соблазнить Харкера и укусить его, но Ван Хельсинг останавливает ее с помощью распятия. Ван Хельсинг планирует заманить Дракулу в дом и держать его там до рассвета. Дракула приходит и говорит, что вернется в свое ложе на столетие, но затем воскреснет и заберет Люси из могилы. С восходом солнца Дракула сбегает по дымоходу. Ренфилд следует за ним, используя потайной ход за книжным шкафом. Мужчины следуют за Ренфилдом в подземное убежище, где находят Дракулу спящим в своем ложе и вбивают кол в его сердце.

## Актёрский состав

### Оригинальная постановка 1924 года
Версия пьесы Дина 1924 года имела несколько значимых постановок с разным актёрским составом:
| Персонаж             | Большой театр в Дерби | Малый театр в Адельфи | Театр Герцога Йоркского |
| -------------------- | --------------------- | --------------------- | ----------------------- |
| Граф Дракула         | Эдмунд Блейк          | Рэймонд Хантли        | Рэймонд Хантли          |
| Абрахам Ван Хельсинг | Гамильтон Дин         | Гамильтон Дин         | Сэм Ливси               |
| Доктор Сьюард        | Стюарт Ломат          | Стюарт Ломат          | Винсент Холман          |
| Джонатан Харкер      | Бернард Гест          | Бернард Гест          | Стрингер Дэвис          |
| Мина Харкер          | Дора Мэри Патрик      | Дора Мэри Патрик      | Дороти Вернон           |
| Куинси П. Моррис     | Фрида Хирн            | Фрида Хирн            | Беатрис де Холтор       |
| Лорд Годалминг       | Питер Джексон         | Питер Джексон         | Питер Джексон           |
| Р. М. Ренфилд        | Дж. Малкольм Рассел   | Бернард Джукс         | Бернард Джукс           |
| Надзиратель          | Джек Ховарт           | Джек Ховарт           | В. Джонсон              |
| Горничная            | Кильда Маклауд        | Кильда Маклауд        | Пегги Ливси             |
| Домработница         | Бетти Мургатройд      | Бетти Мургатройд      | Хелен Адам              |

### Постановка 1927 года
Редакция Балдерстона 1927 года была впервые представлена в театре Фултон на Бродвее, а затем в Лондоне в театре Виндзор; она была возобновлена в 1977 году в театре Мартина Бека на Бродвее, а затем вернулась в Лондон в театр Шафтсбери со следующим составом участников:
| Персонаж             | Театр Фултон     | Театр Виндзор    | Театр Мартина Бека | Театр Шафтсбери   |
| -------------------- | ---------------- | ---------------- | ------------------ | ----------------- |
| Граф Дракула         | Бела Лугоши      | Рэймонд Хантли   | Фрэнк Ланджелла    | Теренс Стэмп      |
| Люси Сьюард          | Дороти Петерсон  | Марго Лестер     | Энн Сакс           | Розалинда Эйрес   |
| Абрахам Ван Хельсинг | Эдвард Ван Слоун | Эдвард Ван Слоун | Джером Демпси      | Дерек Годфри      |
| Джон Харкер          | Теренс Нил       | Теренс Нил       | Алан Коутс         | Руперт Фрейзер    |
| Доктор Сьюард        | Герберт Банстон  | Герберт Банстон  | Диллон Эванс       | Барри Куксон      |
| Р. М. Ренфилд        | Бернард Джукс    | Бернард Джукс    | Ричард Кавано      | Николас Грейс     |
| Баттерворт           | Альфред Фрит     | Карл Рид         | Бакстер Харрис     | Шон Карри         |
| Мисс Уэллс           | Недда Харриган   | Хулио Браун      | Гретхен Олер       | Мэрилин Голсуорси |

## Драматургический анализ

### Характеристика графа Дракулы
Граф Дракула у Стокера — старый, непривлекательный и звероподобный, с заостренными ушами, волосатыми ладонями и запахом гнили изо рта. Дин переделал персонажа в обходительного аристократа, который одевается формально и демонстрирует вежливые манеры, ожидаемые от него в викторианской гостиной. Хотя граф по-прежнему остаётся иностранным гостем в Англии, он больше не отражает негативные стереотипы о восточных европейцах и евреях, как в романе. Эти изменения позволили Дину сделать так, чтобы Дракула общался с другими персонажами на сцене, а не маячил на заднем плане как чудовищная угроза. В дополнение к вечернему костюму Дин надел на Дракулу длинный плащ с высоким воротником, который служил практической цели скрыть актера, когда он проскальзывал через люк, когда вампир должен был волшебным образом исчезнуть. Пересмотренный образ Дракулы используется в большинстве более поздних адаптаций, включая те, которые преподносятся как верные роману первоисточнику.

### Другие отличия от романа
В свою адаптацию Дин внёс ещё несколько отличий от романа Стокера. Он упростил сюжет, исключив все сцены, происходящие за пределами Англии, включая начальную сцену посещения Джонатаном Харкером Трансильвании и финальную сцену погони за Дракулой по Европе. Джонатан Харкер действительно помог Дракуле купить недвижимость в Лондоне, но он сделал это, не выезжая из Англии, и познакомился с графом только после того, как тот приехал в Лондон и стал соседом Харкеров. В начале истории Харкеры уже женаты, Дракула находится в Англии, а Люси Вестенра (в пьесе переименованная в Вестеру) мертва. Действие пьесы происходит в основном в доме Харкеров. Чтобы лучше соответствовать актёрам, имеющимся в труппе Дина, он изменил персонаж Куинси Морриса с мужчины на женщину. Другие персонажи, такие как например невесты-вампирши Дракулы, были опущены. Дин также перевел место действия в 1920-е годы, а Дракула прибывал в Лондон на самолёте вместо корабля.

### Различия между исходной версией адаптации и исправленной версией
Изменения, внесенные Балдерстоном в бродвейскую постановку, включали удаление персонажей, чтобы сократить общий актёрский состав с одиннадцати до восьми человек. Персонажи Артура Холмвуда и Куинси Морриса были полностью удалены, а доктор Сьюард был переквалифицирован из одного из женихов в отца главной героини. Он поменял имена женских персонажей, теперь персонажа Мины звали Люси Сьюард, которая является дочерью доктора Сьюарда и невестой Джонатана Харкера (теперь его зовут Джон Харкер). Он изменил декорации на лечебницу Сьюарда вместо резиденции Харкеров.
Теперь Харкер не имеет никакого отношения к переезду Дракулы в Англию, это был какой-то другой неназванный агент по недвижимости, который помог графу купить поместье в Англии. По иронии судьбы упоминается, что Харкер однажды посетил Трансильванию и даже слышал несколько историй о замке Дракулы, но это путешествие совершенно не связано с самим Дракулой или его переездом в Англию и рассматривается просто как одна из многих поездок Харкера по Европе. О Дракуле прямо говорят, что он Влад Цепеш, Джон Харкер упоминает, что когда он был в Трансильвании, то слышал о замке Дракулы и о знаменитом воеводе Дракуле, который жил в замке много веков назад и воевал с турками. Позднее Ван Хельсинг идентифицирует Дракулу как того самого воеводу. Сам Дракула также говорит, что ему 500 лет, что позволяет отнести его происхождение к XV веку.

## Приём
Газета The Era дала положительную рецензию на оригинальную постановку в 1924 году, назвав её «очень захватывающей». Газета также дала положительную рецензию на постановку Малого театра в Лондоне, высоко оценив вызывающие «захватывающие дух впечатления» и сравнив её с парижскими шоу Гран-Гиньоля.
Журнал Theatre Magazine похвалил исполнение Петерсон роли Люси в бродвейской постановке 1927 года, назвав её «светлым мотивом Дракулы... [чья] прекрасная привлекательность освещает каждую сцену, как поток солнечного света в камере ужасов».

## Адаптации

### Радиоадаптация
Во время оригинального бродвейского показа члены труппы «Дракулы» представили адаптацию пьесы 30 марта 1928 года в недолго просуществовавшем радиосериале NBC «Звёзды Бродвея». Лугоши, Ван Слоан, Петерсон, Нилл и Джукс выступили в 30-минутной программе.

### Фильмы

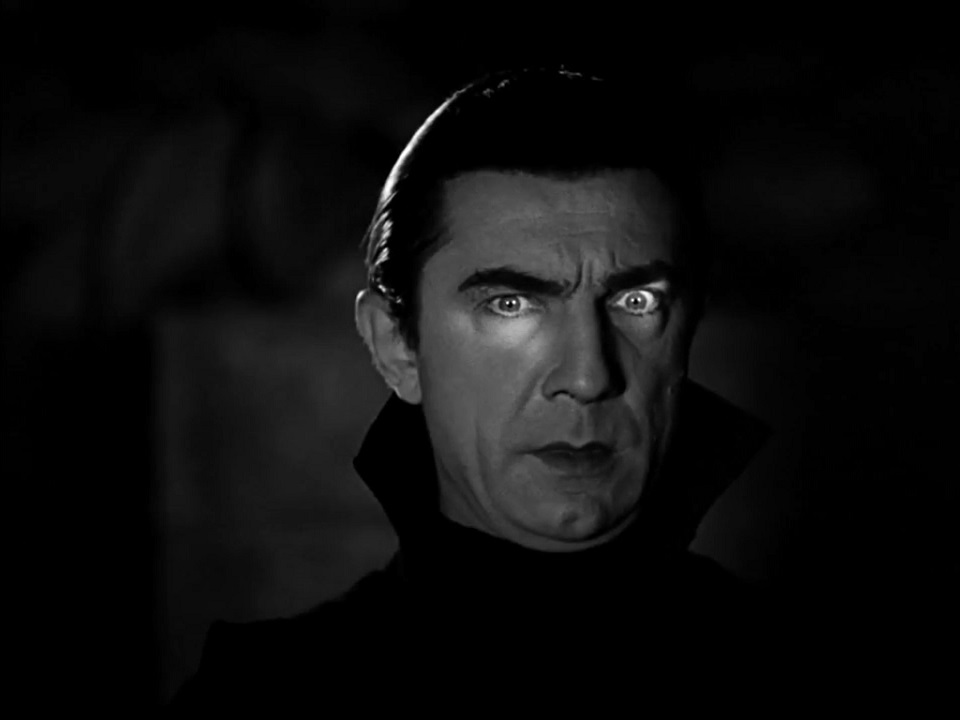
Бела Лугоши в экранизации 1931 года.

Фильм «Дракула» 1931 года, снятый режиссером Тодом Браунингом, был основан на пьесе. Первоначально планировалось, что в фильм сыграет Лон Чейни, который должен был исполнить роли и графа, и профессора — трюк, который он проделывал уже в нескольких немых фильмах. После его внезапной смерти кастинг на главную роль оказался проблематичным. Первоначально продюсер Карл Леммле-младший не был заинтересован в Лугоши, несмотря на хорошие отзывы о его сценической роли. Вместо него Леммле рассматривал других актёров, включая Пола Муни, Честера Морриса, Яна Кейта, Джон Рэй, Джозефа Шильдкраута, Артура Эдмунда Кэрью и Уильяма Куртенея. Лугоши оказался в Лос-Анджелесе с гастрольной труппой пьесы, когда проходил кастинг фильма. Он упорно отстаивал свою кандидатуру и в конце концов склонил руководство на свою сторону, отчасти благодаря тому, что согласился на мизерную зарплату в 500 долларов в неделю за семь недель работы, что составило 3500 долларов.
Фрэнк Ланджелла, звезда бродвейского возрождения постановки 1977 года, повторил роль графа Дракулы в киноверсии 1979 года, снятой режиссером Джоном Бэдэмом.